# Trifori

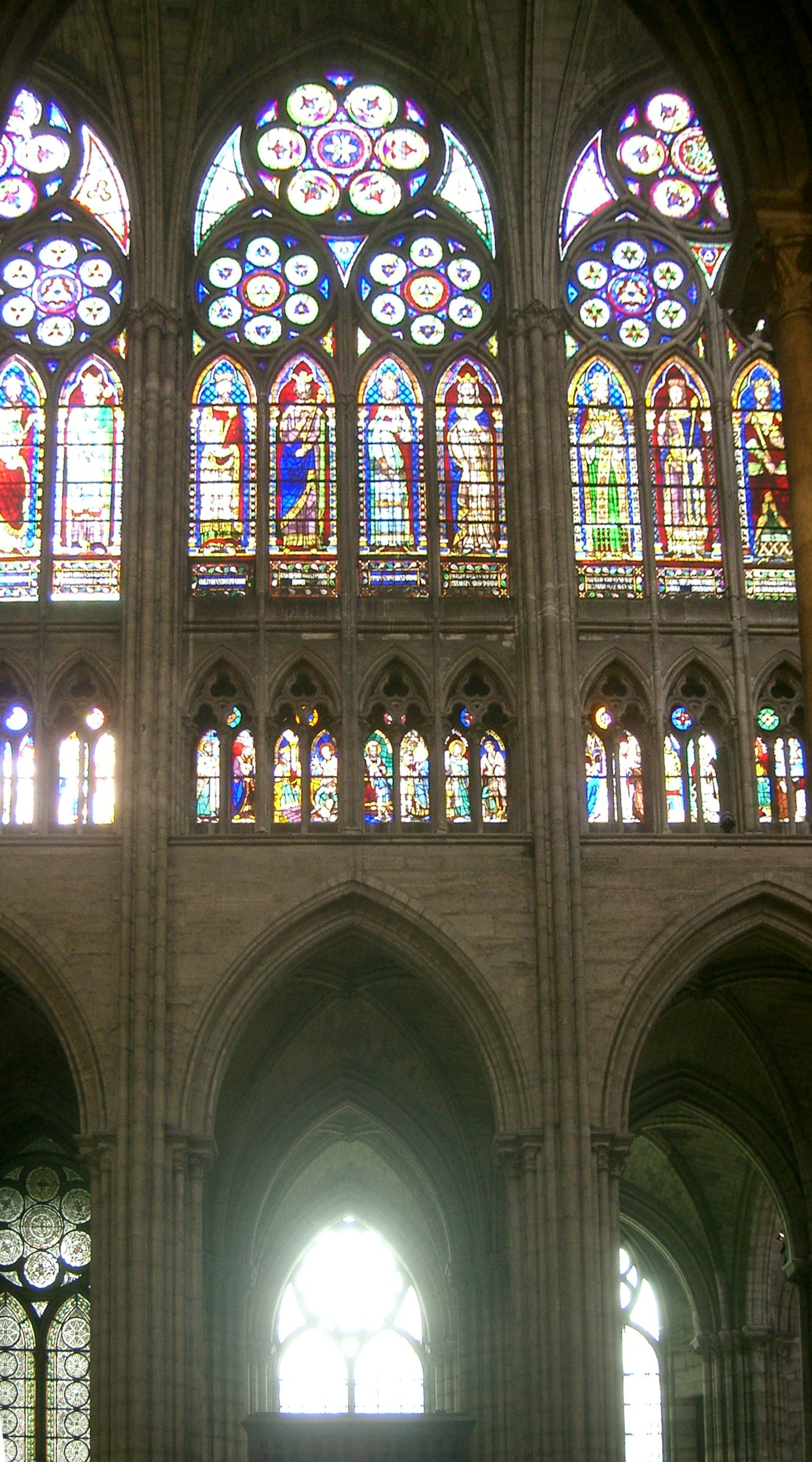
Catedral de Saint-Denis de París; el trifori el formen les finestres petites a mitjana altura

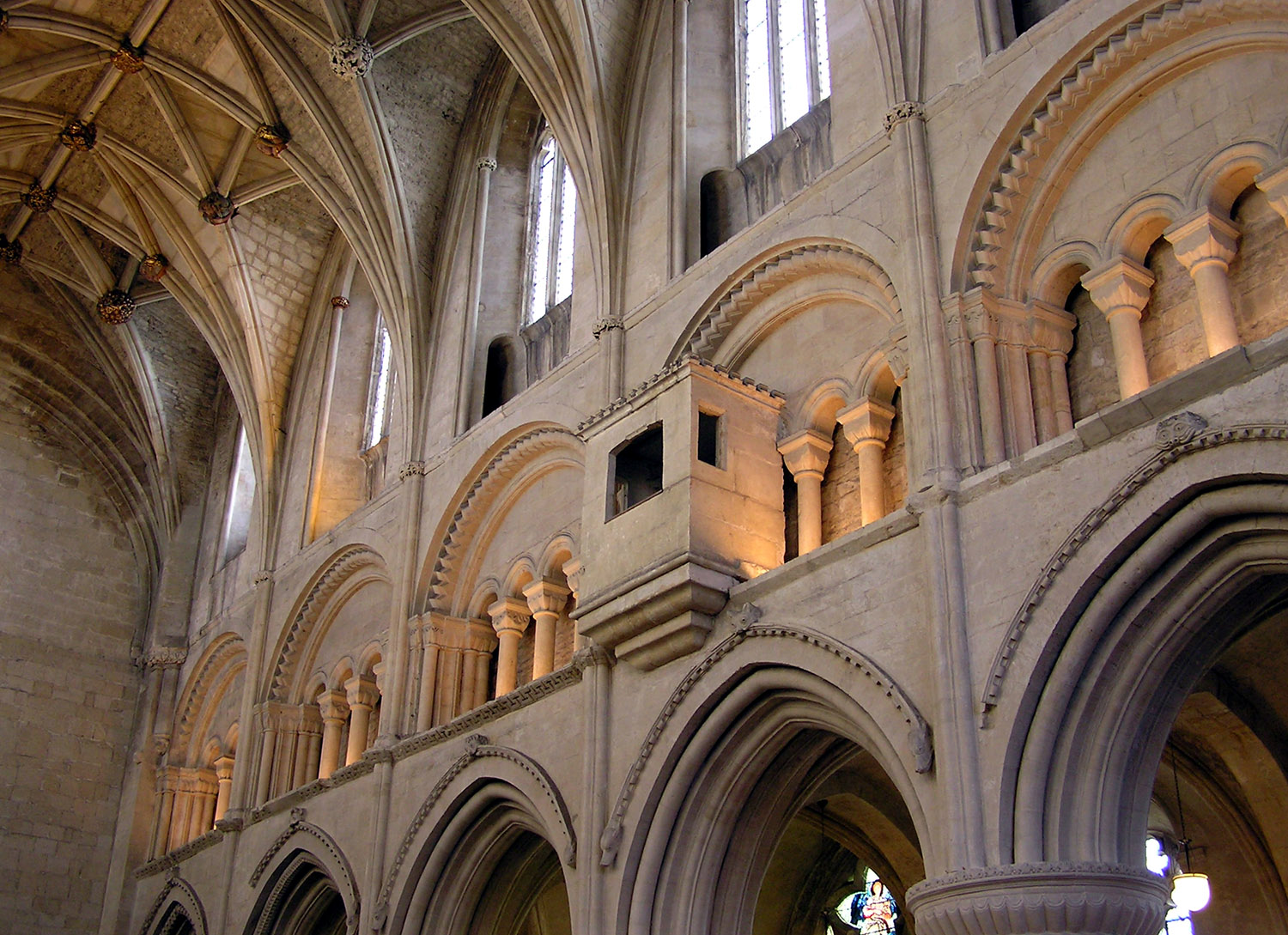
Trifori de l'Abadia de Malmesbury

Un trifori és una galeria estreta que se situa sobre les naus laterals d'una església amb obertures sobre la nau central. El conjunt d'aquestes obertures també rep el nom de trifori. És típica sobretot de l'arquitectura gòtica, en què la galeria passa sota els arcbotants, però no gaire del gòtic català que en tenir habitualment les naus laterals tan altes com la central no hi deixa lloc.
No hem de confondre el trifori amb la tribuna. Aquesta té una amplada igual que la nau lateral sobra la qual discorre.

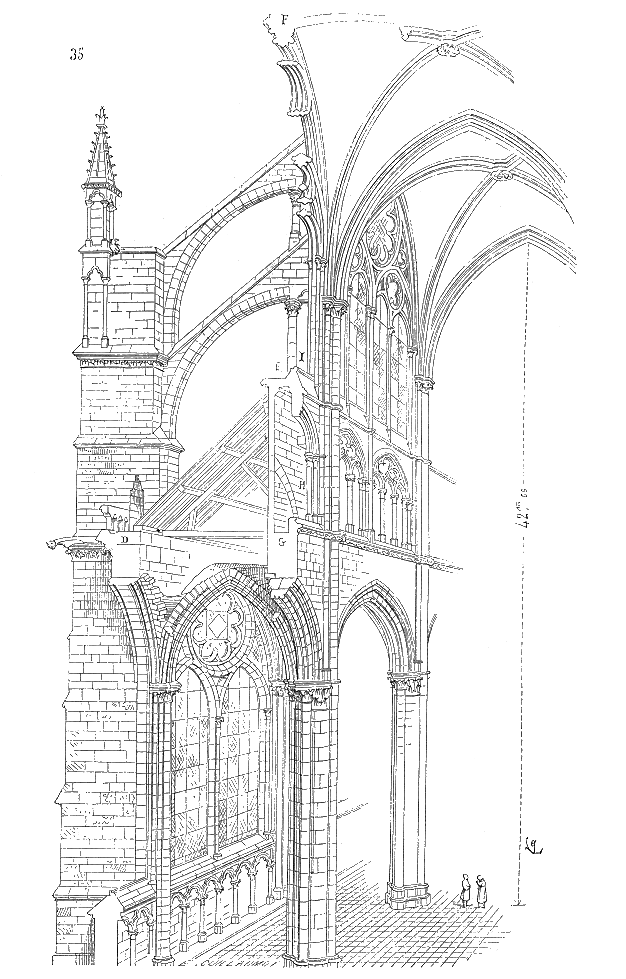
Tall de la catedral d'Amiens, on es pot veure el trifori (les finestres a mitjana altura i l'estreta galeria que hi ha al seu darrere)